# Championnats d'Europe de cross-country 2002
Navigation
Édition précédente Édition suivante
Les 9e championnats d'Europe de cross-country se sont déroulés à Medulin en Croatie en 2002.

## Résultats

### Cross long hommes

#### Individuel
| Médaille | Athlète                | Temps     |
| Or       | Serhiy Lebid Ukraine   | 28 min 58 |
| Argent   | Mustapha Essaid France | 29 min 03 |
| Bronze   | Fabián Roncero Espagne | 29 min 03 |

#### Équipes
| Médaille | Athlètes                                                                          | Points |
| Or       | Espagne Fabián Roncero Juan Carlos de la Ossa Enrique Molina José Manuel Martinez | 31 pts |
| Argent   | France Mustapha Essaïd Loïc Letellier Mickaël Thomas El Hassan Lahssini           | 43 pts |
| Bronze   | Portugal Eduardo Henriques Hélder Ornelas Paulo Guerra José Ramos                 | 57 pts |

### Cross Junior hommes

#### Individuel
| Médaille | Athlète                 | Temps     |
| Or       | Yevgeniy Rybakov Russie | 18 min 16 |
| Argent   | Anatoly Rybakov Russie  | 18 min 17 |
| Bronze   | Halil Akkas Turquie     | 18 min 23 |

#### Équipes
| Médaille | Athlètes | Points |
| Or       | Russie   | 37 pts |
| Argent   | France   | 57 pts |
| Bronze   | Italie   | 92 pts |

### Cross long femmes

#### Individuel
| Médaille | Athlète                   | Temps     |
| Or       | Helena Javornik Slovénie  | 20 min 16 |
| Argent   | Galina Bogomolova Russie  | 20 min 18 |
| Bronze   | Elvan Abeylegesse Turquie | 20 min 19 |

#### Équipes
| Médaille | Athlètes                                                                | Points |
| Or       | Russie Galina Bogomolova Anastasiya Zubova Liliya Volkova Olga Romanova | 48 pts |
| Argent   | Portugal Inês Monteiro Analídia Torre Analía Rosa Jéssica Augusto       | 54 pts |
| Bronze   | Royaume-Uni Hayley Tullett Hayley Yelling Liz Yelling Sharon Morris     | 80 pts |

### Cross Junior femmes

#### Individuel
| Médaille | Athlète                    | Temps     |
| Or       | Charlotte Dale Royaume-Uni | 12 min 26 |
| Argent   | Elina Lindgren Suède       | 12 min 27 |
| Bronze   | Galina Egorova Russie      | 12 min 28 |

#### Équipes
| Médaille | Athlètes    | Points  |
| Or       | Royaume-Uni | 27 pts  |
| Argent   | Russie      | 35 pts  |
| Bronze   | Belgique    | 105 pts |